# Gura Crivățului, Prahova
Gura Crivățului (mai vechi, Crivețu, Crivățu, Crivăț, Gura Crivăț, Starița) este un sat în comuna Mănești din județul Prahova, Muntenia, România.

## Istoric
Așezarea este atestată documentar din 1557.
În 1831, era un cătun cu 44 de gospodării. În 1892, localitatea cu numele de Crivețu era un cătun ce ținea de comuna Mănești, plasa Filipești și avea 222 de locuitori (112 bărbați și 110 femei). În 1904, satul cu numele de Crivățu avea aceeași subordonare administrativă. Mai târziu, în 1925, satul Gura Crivăț făcea parte din comuna Mănești, plasa Târgșor. Din 1930, satul aparține comunei Mănești, plasa Ploiești și are 296 locuitori (143 de bărbați și 152 de femei). Un an mai târziu, satul se subordonează administrativ comunei Coada Izvorului, situație ce se va păstra până în 1941, când localitatea are 81 de gospodării și 307 locuitori (154 bărbați și 153 femei), toți români.